# 클럽 월드 런던 시티
클럽 월드 런던 시티(영어: Club World London City)는 영국항공이 서비스하던 런던 시티 공항과 뉴욕 사이를 운행하는 비즈니스 클래스 비행 서비스였다. 이 서비스는 2009년 9월에 시작되어 2020년 3월까지 운영되었다. 코로나-19 사태와 효율성을 이유로 A318을 퇴역시키고 노선을 단항시켰다.

## 운영
영국항공 리미티드(영어: British Airways Limited)은 영국의 항공사이자 영국항공의 자회사로 2012년에 클럽 월드 런던 시티 서비스를 운영하기 위해 설립되었다. 2015년 영국항공이 직접 운영하면서 더 이상 영국항공 리미티드란 사명 및 IATA, ICAO, 콜사인은 쓰지 않는다.

### 운항 노선
유럽
- 영국
  - 런던 - 런던 시티 공항 허브
- 아일랜드
  - 섀넌 - 섀넌 공항 (뉴욕방면 중간기착)

북아메리카
- 미국
  - 뉴욕 - 존 F. 케네디 국제공항

### 보유 기종
- 2017년 기준으로 영국항공 리미티드는 영국항공과 합병한 후, 다음과 같은 기종을 보유하고 있다.

## 같이 보기
- 영국의 없어진 항공사 목록